# Mustafa Saadoon (Fußballspieler, 2001)
Mustafa Saadoon Abbood al-Korji (arabisch مصطفى سعدون; * 25. Mai 2001 in Corgi) ist ein irakischer Fußballspieler.

## Karriere

### Verein
Vom al-Kahrabaa SC wechselte Saadoon Anfang August 2023 zu al-Quwa al-Dschawiya, wo er auch aktuell noch spielt.

### Nationalmannschaft
Nach ersten Freundschaftsspieleinsätzen mit der irakischen U23 ab März 2023 gehörte Saadoon zum Kader bei der U-23-Westasienmeisterschaft 2023, bei der er mit seiner Mannschaft den Titel gewann. Bei der U-23-Asienmeisterschaft 2024 wurde er in allen Partien seines Teams eingesetzt, erzielte ein Tor und gab eine Vorlage. Durch den Sieg über Indonesien im Spiel um den dritten Platz gelang dem Irak die Qualifikation für das Fußball-Turnier der Olympischen Spiele 2024.
Sein Debüt für die A-Nationalmannschaft hatte er am 13. Oktober 2023 beim 0:0 (5:6 nach Elfmeterschießen) in einem Freundschaftsspiel gegen Katar, als er in der Startelf stand und zur 82. Minute für Frans Dhia Putros ausgewechselt wurde. Im Folgemonat kam er in zwei Spielen der Qualifikation für die Weltmeisterschaft 2026 zum Einsatz.